# سيدني هارمون
سيدني هارمون (بالإنجليزية: Sidney Harmon)‏ هو منتج أفلام وكاتب سيناريو أمريكي، ولد في 30 أبريل 1907 في Poughkeepsie (town), New York ‏ في الولايات المتحدة، وتوفي في 29 فبراير 1988 في رانتشو ميراج في الولايات المتحدة.

## وصلات خارجية
- سيدني هارمون على موقع IMDb (الإنجليزية)
- سيدني هارمون على موقع ألو سيني (الفرنسية)
- سيدني هارمون على موقع أول موفي (الإنجليزية)
- سيدني هارمون على موقع قاعدة بيانات الأفلام السويدية (السويدية)
- سيدني هارمون على موقع قاعدة بيانات الفيلم (الإنجليزية)